# Feodora van Leiningen
Prinses Anna Feodora Auguste Charlotte Wilhelmine van Leiningen (Amorbach, 7 december 1807 — Baden-Baden, 23 september 1872) was de enige dochter van vorst Emich Karel van Leiningen (1763-1814) en prinses Victoria van Saksen-Coburg-Saalfeld (1786-1861), een oudere zuster van koning Leopold I van België.
Leiningen, telg uit het geslacht Zu Leiningen, was de halfzuster van koningin Victoria van het Verenigd Koninkrijk, met wie ze trouwens - ook na haar huwelijk - nauwe banden had.

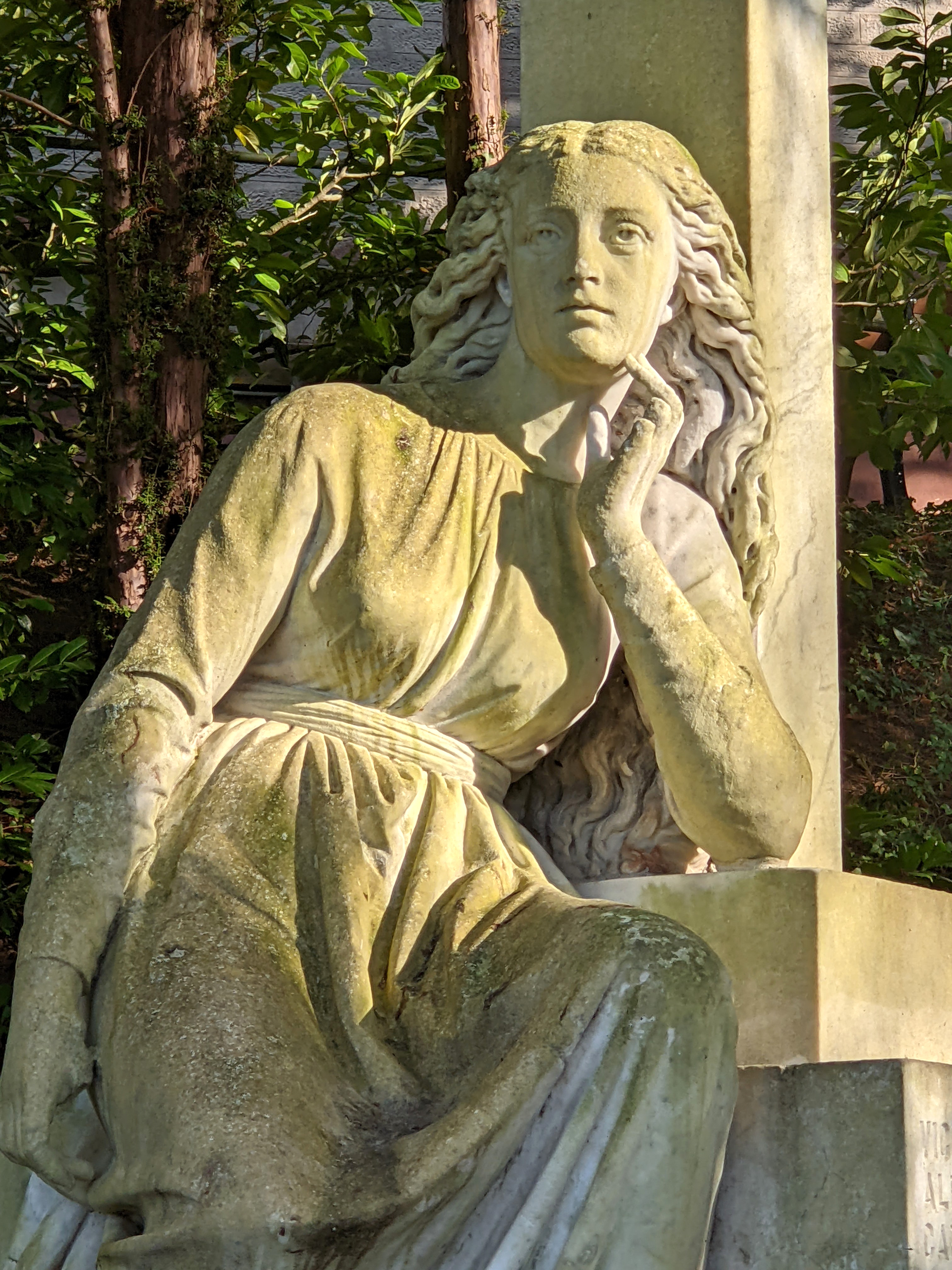
Grafmonument op de centrale begraafplaats van Baden-Baden

## Kinderen
Nadat Feodora's moeder Victoria hertrouwd was met Eduard August van Kent, bracht zij haar kinderjaren door in Engeland. Terug in Duitsland huwde zij in 1828 met Ernst Christiaan Karel IV van Hohenlohe-Langenburg (1794-1860). Samen hadden ze zes kinderen.
- Carl Ludwig Wilhelm Leopold, prins van Hohenlohe-Langenburg (1829-1907).
- Elise Adelheid Victorie van Hohenlohe-Langenburg, prinses (1830-1850).
- Hermann Ernst Franz Bernhard VI, prins Hohenlohe-Langenburg (1832-1913).
- Victor Ferdinand Franz Eugen Gustav Adolf Constantin Friedrich van Hohenlohe-Langenburg, prins (1833-1891).
- Adelheid van Hohenlohe-Langenburg (1835-1900), zij was onder meer de moeder van de laatste Duitse keizerin Augusta Victoria van Sleeswijk-Holstein-Sonderburg-Augustenburg, echtgenote van keizer Wilhelm II.
- Feodora Victoria Adelheid, (1839-1872).